# Instruments de musique de France

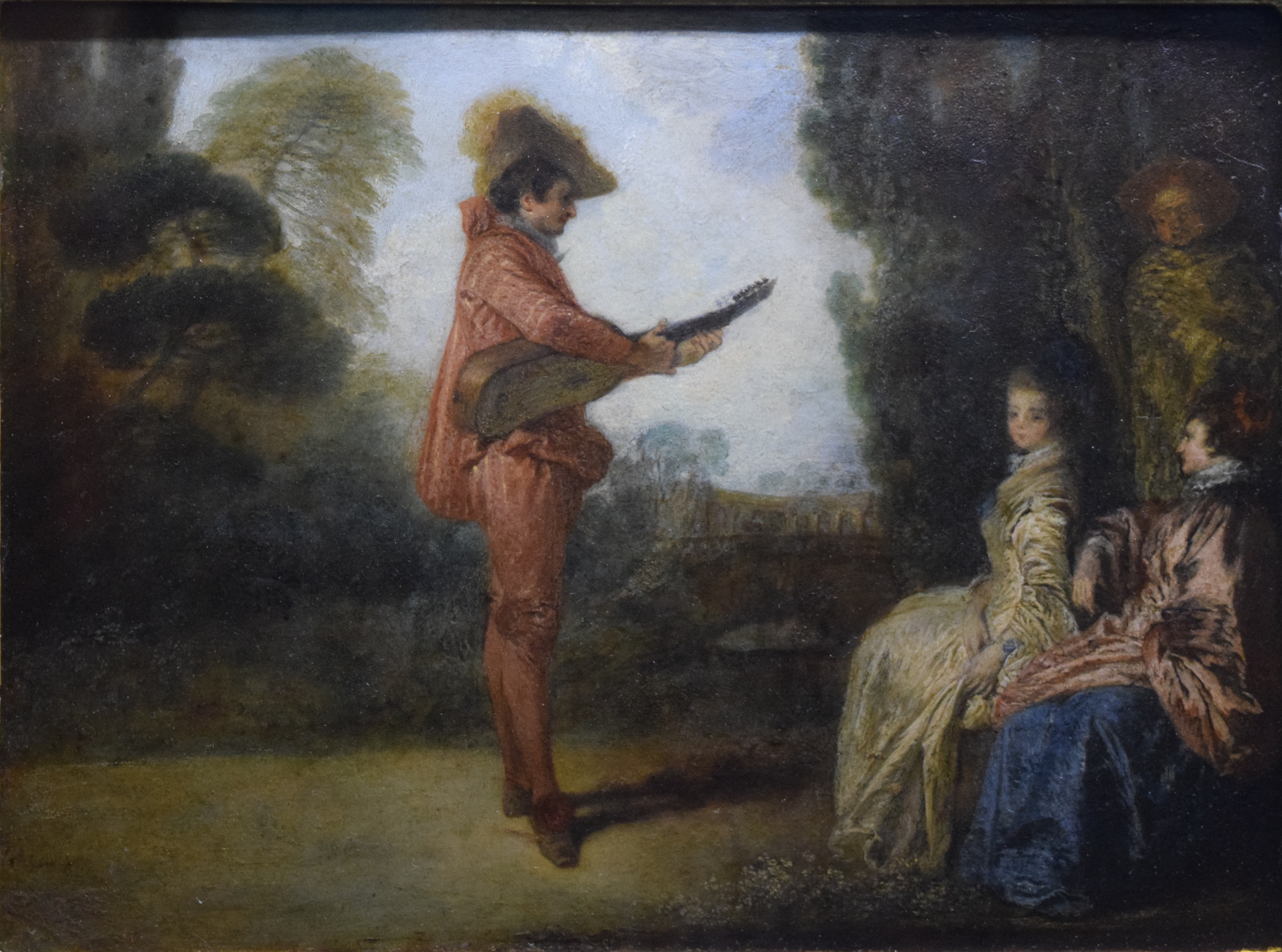
Antoine Watteau, L'Enchanteur, vers 1712.

Voici une brève présentation des instruments de musique traditionnels de France classés par catégorie.

## Cordes

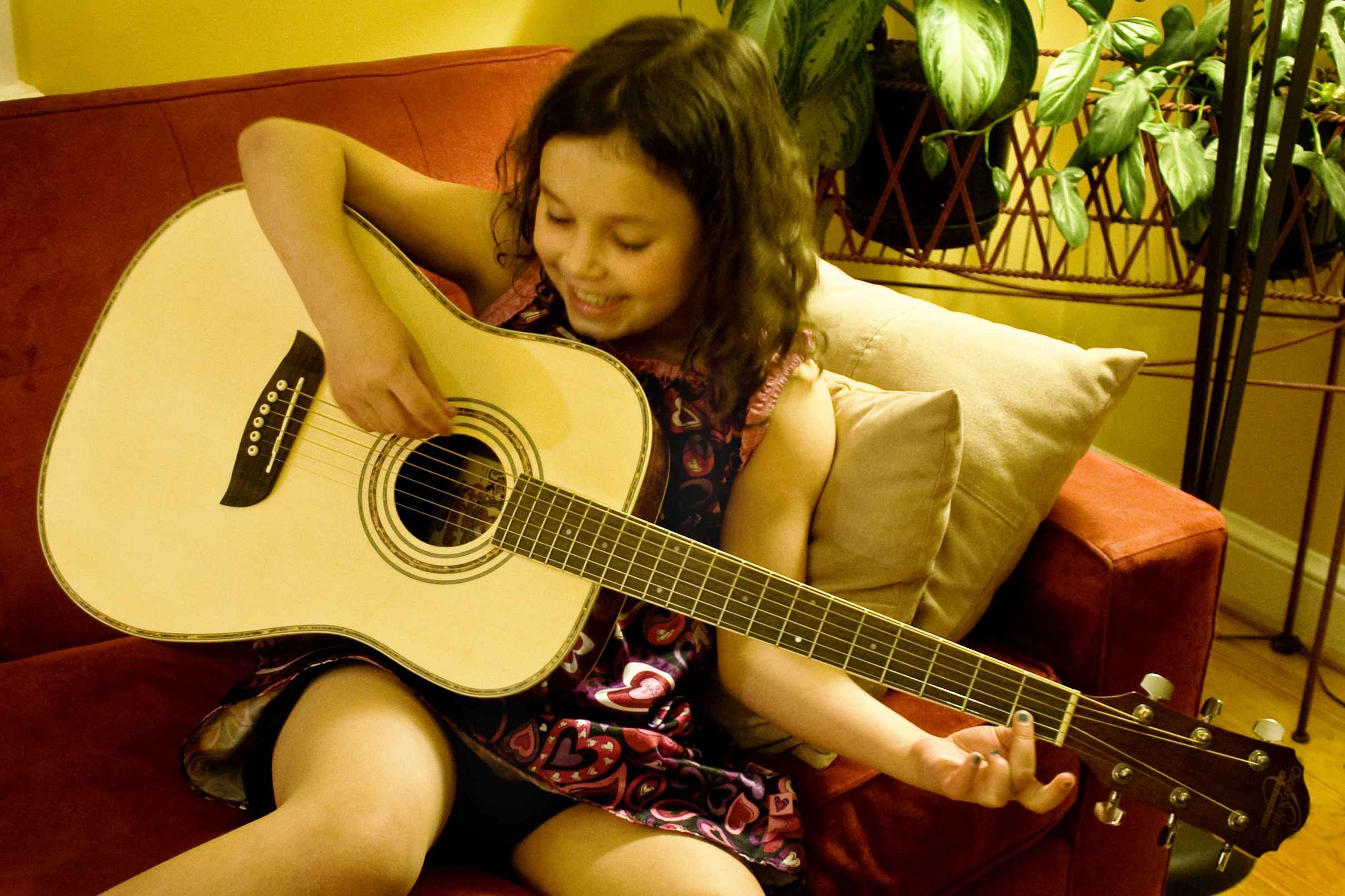
Jeune fille jouant de la guitare.

### Pincées
- Cetera
- Cistre
- Cithare
- Épinette des Vosges
- Guitare
- Harpe celtique
- Mandore
- Tambourin à cordes
- Ukulélé

### Frottées
- Bobre
- Vielle à roue
- Violon
- Violon ténor

## Vents

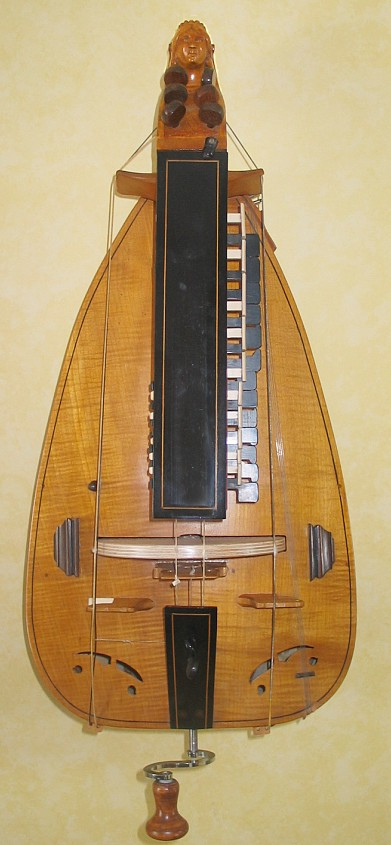
Vielle à roue

### Flûtes

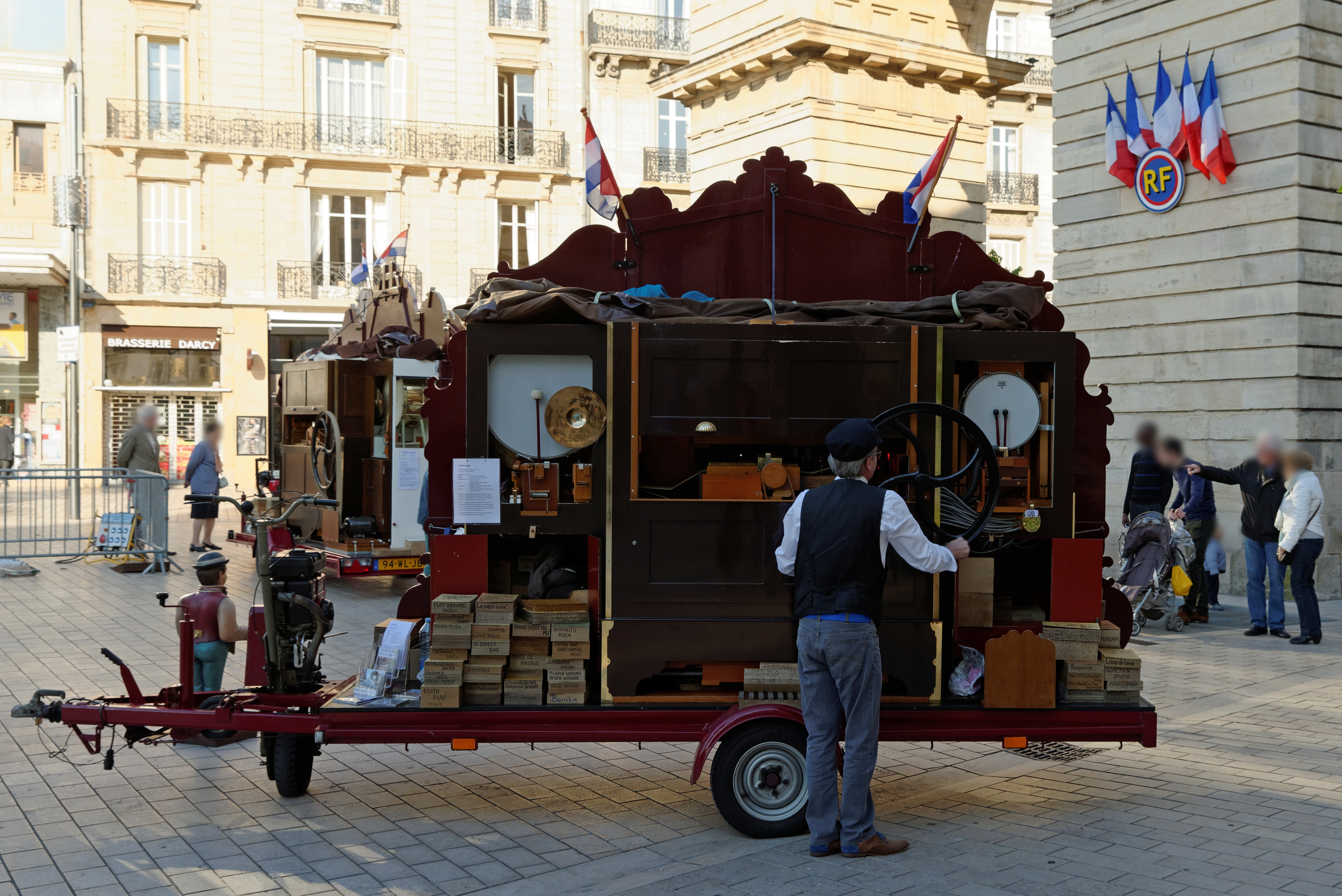
Limonaire de Dijon

- Fifre
- Flûte andine
- Galoubet
- Graïle
- Mirliton
- Pu toka
- Pu'akau

### Orgues à bouche
- Limonaire
- Orgue de Barbarie
- Pyrophone
- Serinette

### Instruments à anche libre

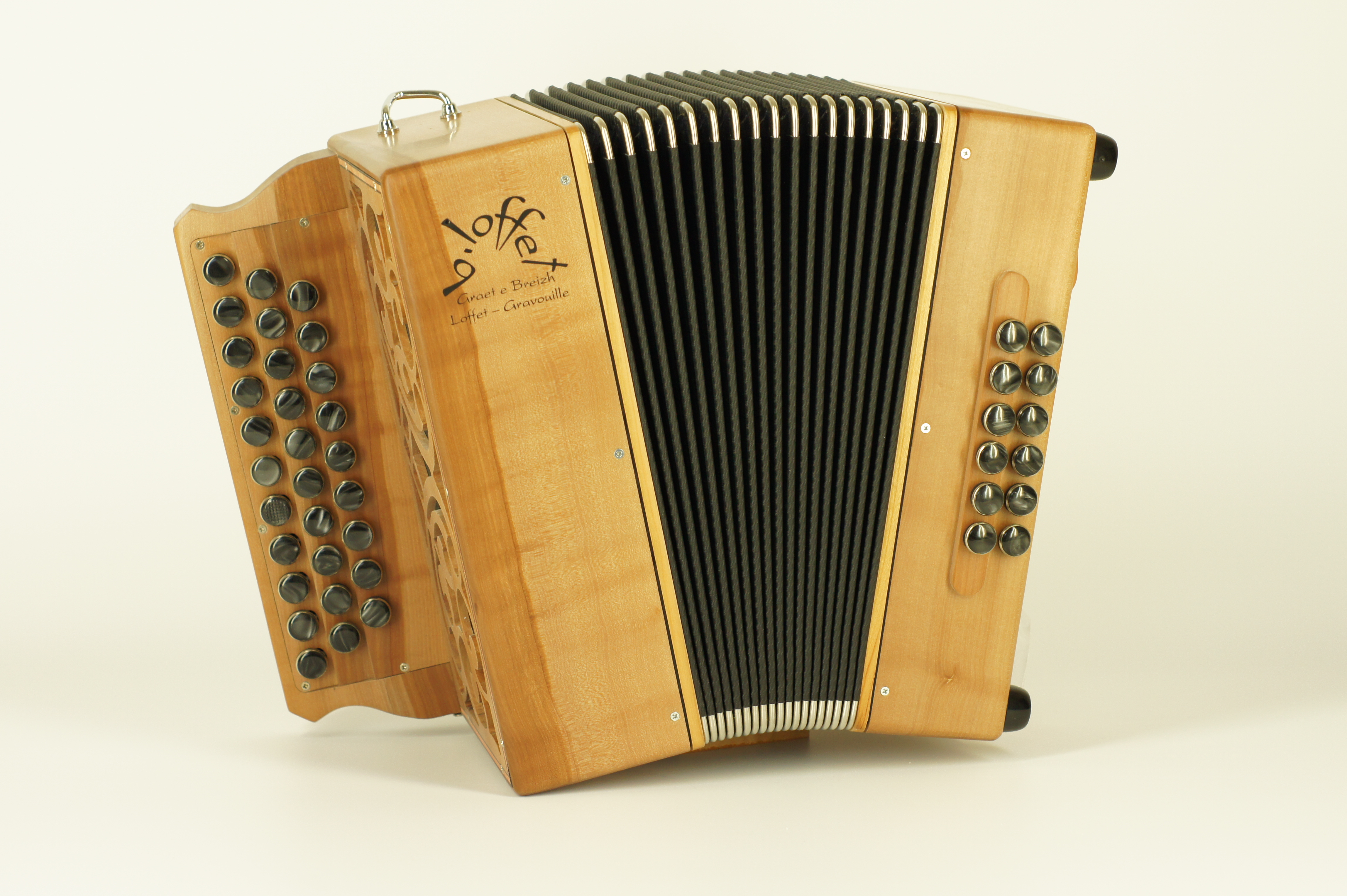
Accordéon diatonique.

- Accordéon
- Accordéon à touches piano
- Accordéon diatonique
- Aboès
- Béchonnet
- Biniou kozh
- Bodega
- Boha
- Bombarde[1]
- Bousine
- Cabrette
- Carémère
- Cécilium
- Chabrette
- Cialamella
- Cornemuse
- Cornemuse du Centre
- Dulzaina
- Flaviol
- Loure
- Muchosa
- Musette
- Quena
- Ralé-poussé
- Sac de gemecs
- Trikiti
- Txistu
- Veuze
- Vivo

### Cornes
- Alboka
- Cetera
- Cistre
- Cithare
- Épinette des Vosges
- Harpe celtique
- Tambourin à cordes ou Ttun-ttun
- Vielle à roue

## Percussions

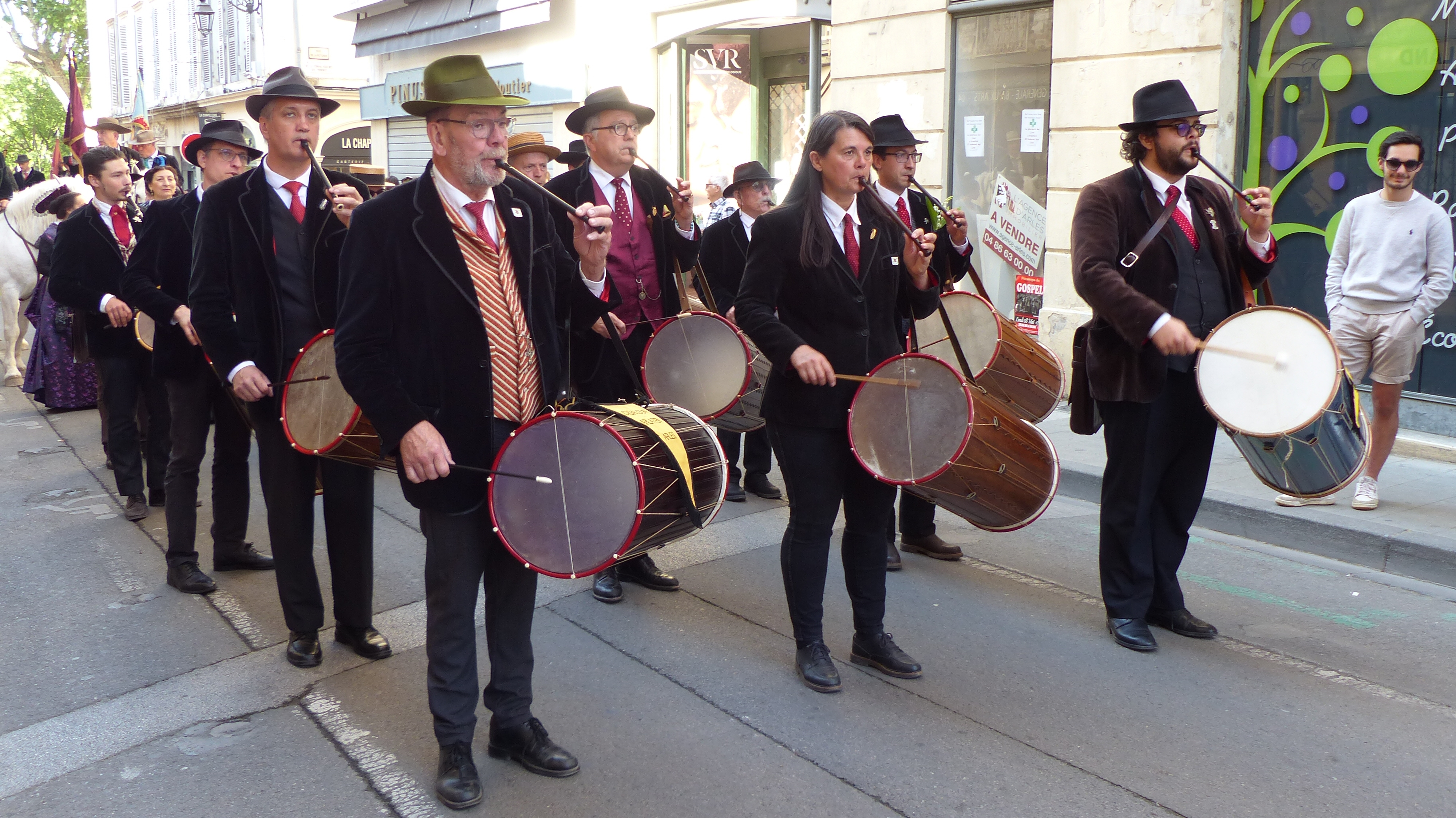
Ensemble de tambourin.

### Tambours
- Bedon
- Caisse claire écossaise
- Gumbe
- Pahu
- Tambour bèlè
- Tambourin
- To'ere
- Rouleur

### Idiophones

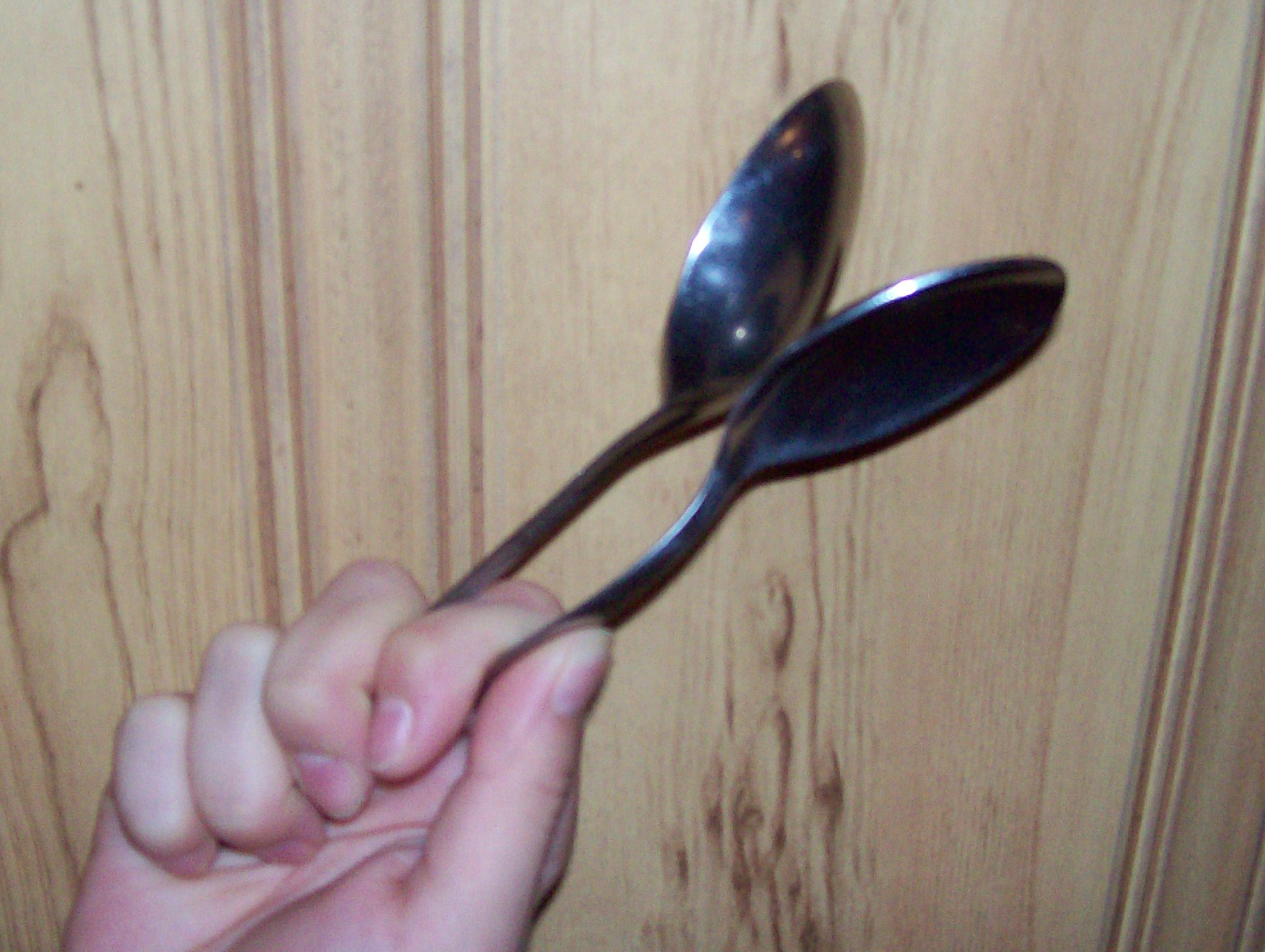
Cuillers.

- Cuillers
- Glockenspiel
- Kayamb
- Pūʻili
- Triangle
- Txalaparta

## Instruments électroacoustiques
- Boîte à musique
- Guimbarde